# Vallbo kapell
Vallbo kapell är en kyrkobyggnad söder om Undersåker i Jämtland. Den tillhör Undersåkers församling i Härnösands stift.

## Bakgrund
Ännu under första delen av 1700-talet var samerna inte helt inkludera i svenskt kyrkoliv. Detta dokumenterades av den norske prästen och missionären Thomas von Westen som på olika sätt framförde förslag om åtgärder. 

Under 1700-talet organiserades religionsvården i Jämtland och Härjedalen. År 1739 inrättades ett ämbetsverk, Kongl. Direktionen över Ecklesiastikverket i lappmarken, vilket skulle ombesörja samernas själavård och undervisning. Skolor grundades för den samiska ungdomen och lärarna i dessa var prästvigda. De skulle även förrätta gudstjänst i församlingskyrkan. Från 1740-talet fanns även kateketer, kringvandrande lärare, som undervisade i första hand barnen i läsning och kristendom men dessutom på sön- och helgdagar höll andaktsstunder.

År 1746 bildades ett särskilt pastorat för Jämtlands lappmark, Föllinge lappförsamling. Där inrättades också en lappskola med pastor lapponum som skolmästare. Snart delades pastoratet och komministern i Undersåker fick ta hand om samerna i Åre, Kall, Offerdal och Undersåker. Från omkring 1768 fick Hede lappförsamling ansvar för samerna i Härjedalen och södra Jämtland, senare Tännäs lappförsamling. År 1852 namnändrades Föllinge lappförsamling till Hotagens lappförsamling.

I början av 1800-talet upplöstes lappmarksdirektionen och dess uppgifter övertogs senare av Ecklesiastikdepartementet.

Den 31 december 1941 upphörde lappförsamlingarna i Jämtlands län då medlemmarna blev kyrkobokförda i den territoriella församling där de var mantalsskrivna.

## Kapellet
Samernas renbetesmarker hade efter hand mer förlagts till Undersåkers fjällområden och därmed blev vägen lång till Handöls kapell. I Vallbo förekom också regelbundet renskiljning och renslakt. Byn kom att bli en plats där renskötare och bönder träffades för att handla. Förslag om ett nytt kapell i Vallbo förelåg 1860 och kapellet i fjällbyn byggdes 1863. Detta var 70 år innan väg drogs till platsen.
Entreprenadkontrakt hade upprättats med änkan Kerstin Ersdotter i Vallbo som lovat skänka mark till kyrka och kyrkogård. Det var sannolikt sonen Jon Jonsson som fungerade som arbetsledare, den med tiden kände Lappkungen eller Vallbokungen.
Kyrkobyggnaden uppfördes av stolpvirke med tre fönster på vardera långväggen, två i sakristian och två på tornet. Långhusets storlek bestämdes till 16 alnar långt och 10 alnar bred. Byggnaden försågs med träpanel både ut- och invändigt. Med bräder välvdes innertaket och golvet belades med trä. Allt stod färdigt i utsatt tid inklusive inredningen. Kyrkorummets medelpunkt är predikstolen placerad över altaret.

Intill iordingställdes begravningsplats, trästaket och grind.

Vid slutet av 1930-talet var kapellet i behov av översyn och konservering av de äldre inventarierna, som försetts med övermålning. 1942 återinvigdes kapellet.

## Inventarier
- Predikstolen är hämtad från Mörsils gamla kyrka. Den är av barocktyp och innehåller i trä skurna figurer av de fyra evangelisterna. Dessa bär dräkter av guld och silver och står med mörkgrön bakgrund. Voluterna är i silver med ornament i guld och kanter i rött och grönt. Predikstolen är ett arbete av Jonas Granberg och har enligt en inventarieförteckning 1831 från Mörsils kyrka tillkommit 1756. Vid restaurering och konservering inför 1942 års återinvigning återfick predikstolen sina ursprungliga färger.
- Delar av altaret samt äldre mässkläder kom från Undersåker kyrka. Stående bräder, målade i ljusgrått med ornament i gyllenbrunt.
- Knäfall och bönpall klädda i renskinn.
- Nattvardskärl i bleckplåt.
- Brudkrona av björkrot, flätad och skänkt av Gertrud Nilsson.
- Orgeln byggdes omkr. 1870 av en okänd orgelbyggare på uppdrag av kapellets byggmästare Jon Jonsson. Den byggdes delvis om 1942 och restaurerades 1972.